# BET+
BET+ (gesprochen BET Plus) ist ein Subscription-Video-on-Demand-Dienst von Black Entertainment Television (BET), welches zu den ViacomCBS Domestic Media Networks gehört, die wiederum ein Teil von Paramount Global ist. Zum Zeitpunkt des erstmaligen Erscheinens gehörte der Dienst noch zu Viacom, das jedoch Anfang Dezember 2019 mit der CBS Corporation zu ViacomCBS fusionierte; bereits im August 2019 hatte man sich über eine Fusion geeinigt. Der Dienst wurde erstmals am 24. Juni 2019 angekündigt und erschien daraufhin am 19. September 2019. Die Veröffentlichung erfolgte in einer Zusammenarbeit zwischen BET und den Tyler Perry Studios. Im Vorfeld wurde bereits damit geworben, dass BET+ für 9,99 US-Dollar im Monat mehr als 1.000 Stunden Premium-Inhalte, einschließlich exklusiver neuer Originalprogramme und beliebter Serien, sowie Filme und Specials des BET Networks anbietet. Des Weiteren werden von Tyler Perry produzierte Inhalte und Programme zu sehen sein; Perry hatte bereits über zwei Jahre zuvor einen großen und langfristigen Deal mit Viacom abgeschlossen. Sein Vertrag mit Viacom läuft bis 2024. Will Packer und Tracy Oliver haben sich ebenfalls verpflichtet Programme für den Dienst zu produzieren.
BET+ ist Teil von der bereits im Jahre 2017 von Viacom begonnenen Turnaround-Strategie, bei der vom Unternehmen digitale Plattformen aufgekauft werden und danach in ebendiese investiert wird. Bereits vor der Bekanntgabe von BET+ hatte Viacom am 4. März 2019 die kostenlose Streaming-Plattform Pluto TV für 340 Millionen US-Dollar erworben und im Anschluss mehrere Kanäle, die nach Viacom-eigenen Kabelnetzen und IPs vermarktet wurden, darunter einen BET-Kanal, gestartet.

## Programm (Auswahl)
- → Hauptartikel:  Liste der Sendungen von BET

### Fernsehserien
- Bigger (Sendestart: 19. September 2019)
- First Wives Club (Sendestart: 19. September 2019)
- Bruh (Sendestart: 2020)[11]
- Ruthless (Sendestart: 2020)[11]

### Filme
- Sacrifice (Veröffentlichung am 19. Dezember 2019)[12]